# Amblyops kempi
Amblyops kempi är en kräftdjursart som först beskrevs av Holt och W. M. Tattersall 1905.  Amblyops kempi ingår i släktet Amblyops och familjen Mysidae. Inga underarter finns listade i Catalogue of Life.